# George Edmund Byron Bettesworth

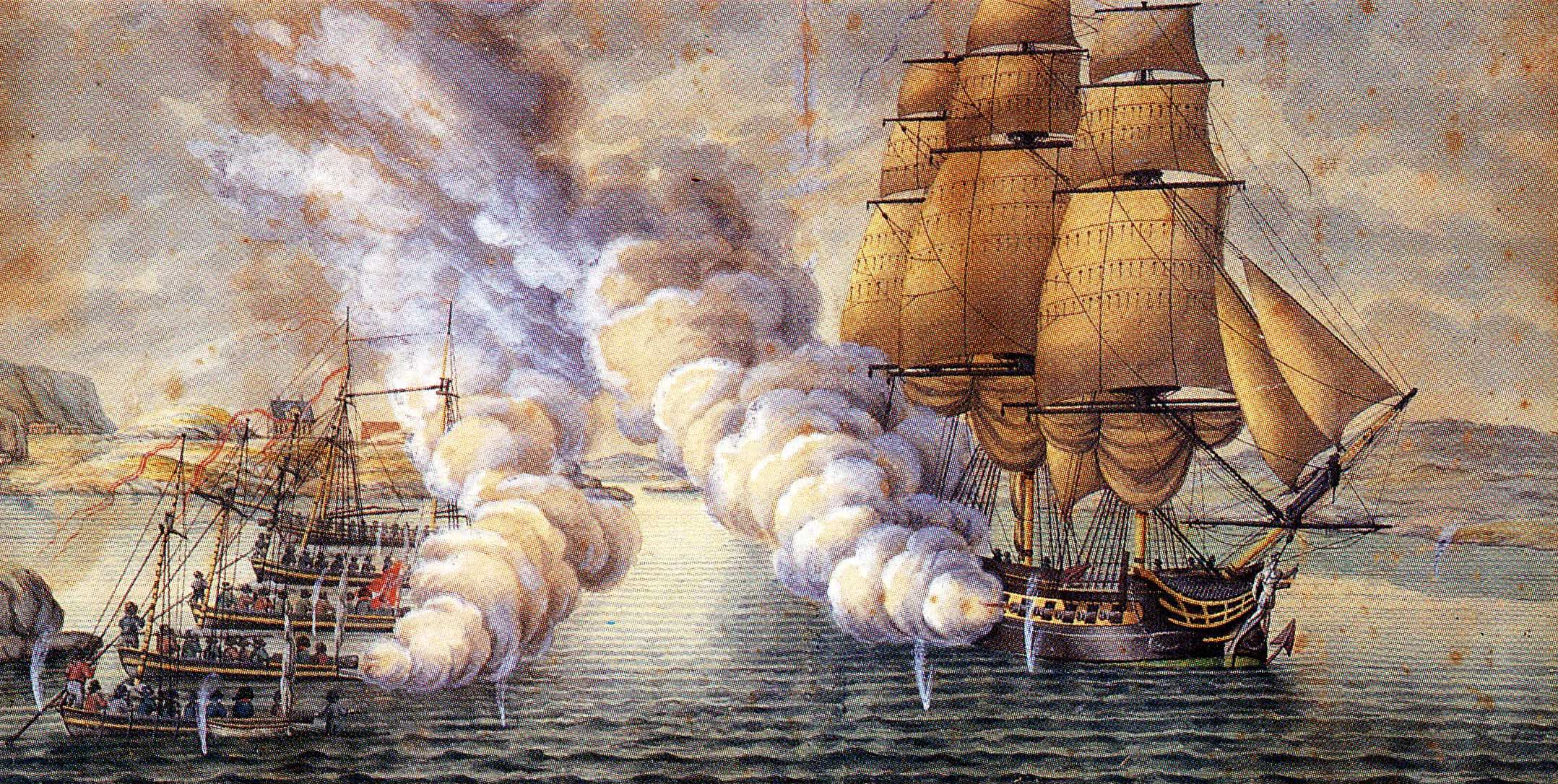
Défaite du Tartar à Alvøen.

George Edmund Byron Bettesworth (1780 - 16 mai 1808) fut un officier naval britannique. Il fut promu lieutenant en 1804, et servit dans l'ouest de l'Inde. Il obtint le grade de capitaine en 1805 mais il fut tué à la bataille d'Alvøen près de Bergen le 16 mai 1808, où il commandait alors la frégate HMS Tartar.
C'était le cousin de Lord Byron.

## Sources
- (en) Cet article est partiellement ou en totalité issu de l’article de Wikipédia en anglais intitulé « George Edmund Byron Bettesworth » (voir la liste des auteurs).